# 芸術は宗教の母なり
芸術は宗教の母なり（げいじゅつはしゅうきょうのははなり）は、芸術から宗教が生まれ出るということを述べたフレーズ。日本の宗教家である出口王仁三郎による用法が有名。

## 概要
出口王仁三郎は、著書『月鏡』において、「芸術は宗教の母である」と喝破したと述べているが、ここでいう芸術は一般的な意味の芸術ではなく、造化の芸術を指しているとしている。出口は、人間が存在している宇宙そのものが創造神による芸術作品であり、神によって造られた自然の美しさを楽しむことが宗教に至る道であるということを主張している。そのため、出口は一般的な意味での芸術について語るならば、「宗教は芸術の母なり」が適切であると述べている。

## 評価
鎌田東二は、このフレーズにおける「芸術」が一般的な芸術を指したものではなく、神という芸術家による被造物を指したものだということに触れつつ、出口が娯楽性を伴った絵画、文学、短歌、浄瑠璃、映画などの芸術活動を推進していたということを指摘し、「芸術は宗教の母」というのも「宗教は芸術の母」というのも根本的に変わるものではないと述べている。
上田正昭は、芸術から宗教が生まれたという出口の考えを「卓越」と評した。
木村重信は、宗教が芸術の母なのではなく、芸術こそが宗教の母だという出口の考え方はユニークであり、出口の芸術論には自然の産出原理と芸術の創造原理の同一性を説くという極めて独自なものが含まれていると述べた。